# 塞默爾霍爾峰
61°32′06″N 8°21′23″E / 61.5350°N 8.3564°E
塞默爾霍爾峰是挪威的山峰，位於該國東南部內陸郡，處於洛姆，距離首都奧斯陸220公里，屬於尤通黑門山脈的一部分，海拔高度2,146米。